# الت بویل
الت بویل (به انگلیسی: Elette Boyle) دانشمند رایانه و رمزنگار آمریکایی و اسرائیلی است که به دلیل تحقیقاتش در زمینه اشتراک‌گذاری مخفیانه ، امضای دیجیتال و مبهم‌سازی شناخته شده است. او استاد علوم رایانه در مرکز بین رشته‌ای هرزلیا است، جایی که مرکز مبانی و کاربردهای نظریه رمزنگاری را مدیریت می‌کند.

## تحصیلات و حرفه
بویل در اصل اهل یام هیل، اورگان است. او ریاضیات را در مؤسسه فناوری کالیفرنیا مطالعه کرد، برای کالتک در پرش ارتفاع شرکت کرد و به‌عنوان دانشمند-ورزشکار زن در کالتک برای سال‌های ۲۰۰۷-۲۰۰۸ انتخاب شد. پس از فارغ‌التحصیلی در سال ۲۰۰۸، او دکترای خود را در موسسه فناوری ماساچوست ، تحت نظارت مشترک شفی گلدواسر و یائل تائومان کالای  به پایان رساند. قبل از پیوستن به دانشکده آی‌دی‌سی هرتزلیا، او یک محقق فوق دکترا در موسسه فناوری Technion - اسرائیل و در دانشگاه کرنل بود.

## جوایز و افتخارات
مقاله‌ای از بویل در مورد به اشتراک‌گذاری راز با استفاده از رمزگذاری همومورفیک جایزه بهترین مقاله را در کنفرانس بین‌المللی رمزشناسی (Crypto) ۲۰۱۶ دریافت کرد. او یک سخنران عمومی دعوت شده در رمزنگاری کلید عمومی ۲۰۱۸ بود.